# Caratê nos Jogos Pan-Americanos de 1995
As competições de caratê nos Jogos Pan-Americanos de 1995 foram realizadas em Mar del Plata, na Argentina. Foi a edição inaugural do evento.

## Medalhistas
Masculino
| Evento                    | Ouro                        | Prata                   | Bronze                 |
| ------------------------- | --------------------------- | ----------------------- | ---------------------- |
| Kata detalhes             | Christi Chutchurru (ARG)    | Fredy Arevalo (PER)     | Tredie Allas (USA)     |
| Até 66 kg detalhes        | Pablo Torres del Toro (CUB) | Sergio Gavrelof (ARG)   | Carlos Espajo (COL)    |
| Até 72 kg detalhes        | José Vilela (CUB)           | Javier Strohmeier (PER) | Dustin Baldis (USA)    |
| Até 80 kg detalhes        | Noel Hernández (CUB)        | Daniel Tesoro (ARG)     | Thomas Hodd (USA)      |
| Mais de 80 kg detalhes    | Eddy Obispo (AHO)           | Anibal Rossi (ARG)      | Otilio Cartagena (PUR) |
| Categoria aberta detalhes | José Gómez (BRA)            | Lazaro Montano (CUB)    | Eric Albino (PUR)      |
| Equipes detalhes          | ARG Argentina               | BRA Brasil              | PAR Paraguai           |
| Equipes detalhes          | ARG Argentina               | BRA Brasil              | USA Estados Unidos     |

Feminino
| Evento                 | Ouro                 | Prata               | Bronze              |
| ---------------------- | -------------------- | ------------------- | ------------------- |
| Kata detalhes          | Melanie Genum (USA)  | Sandy Kim (PER)     | Paola Chaves (ARG)  |
| Até 53 kg detalhes     | Vivian Sosa (CUB)    | Lara Oliveira (BRA) | Julia Seclen (PER)  |
| Mais de 53 kg detalhes | Nicole Poirier (CAN) | Tracey Day (USA)    | Lai How (USA)       |
| Mais de 53 kg detalhes | Nicole Poirier (CAN) | Tracey Day (USA)    | Maria Silvera (URU) |
| Equipes detalhes       | CUB Cuba             | BRA Brasil          | ARG Argentina       |
| Equipes detalhes       | CUB Cuba             | BRA Brasil          | USA Estados Unidos  |

## Quadro de medalhas
| Posição | Nação                     |    |    |    | Total |
| ------- | ------------------------- | -- | -- | -- | ----- |
| 1       | CUB Cuba                  | 5  | 1  | 0  | 6     |
| 2       | ARG Argentina             | 2  | 3  | 2  | 7     |
| 3       | USA Estados Unidos        | 1  | 1  | 6  | 8     |
| 4       | BRA Brasil                | 1  | 3  | 0  | 4     |
| 5       | AHO Antilhas Neerlandesas | 1  | 0  | 1  | 2     |
| 6       | CAN Canadá                | 1  | 0  | 0  | 1     |
| 7       | PER Peru                  | 0  | 3  | 1  | 4     |
| 8       | COL Colômbia              | 0  | 0  | 1  | 1     |
| 8       | PAR Paraguai              | 0  | 0  | 1  | 1     |
| 8       | PUR Porto Rico            | 0  | 0  | 1  | 1     |
| 8       | URU Uruguai               | 0  | 0  | 1  | 1     |
| Total   | Total                     | 11 | 11 | 14 | 36    |